# Kanton Craponne-sur-Arzon
Craponne-sur-Arzon is een voormalig kanton van het Franse departement Haute-Loire. Het kanton maakte deel uit van het arrondissement Le Puy-en-Velay. Het werd opgeheven door het decreet van 17 februari 2014, met uitwerking op 22 maart 2015. Alle gemeenten zijn opgenomen in het nieuwe kanton Plateau du Haut-Velay granitique.

## Gemeenten
Het kanton Craponne-sur-Arzon omvatte de volgende gemeenten:
- Beaune-sur-Arzon
- Chomelix
- Craponne-sur-Arzon (hoofdplaats)
- Jullianges
- Saint-Georges-Lagricol
- Saint-Jean-d'Aubrigoux
- Saint-Julien-d'Ance
- Saint-Victor-sur-Arlanc